# Sistema Público de Escrituração Digital
Sistema Público de Escrituração Digital (SPED) começou a ser desenvolvido pelo Serpro ainda no Governo Fernando Henrique Cardoso com a edição da Lei nº 9.989/00 (Plano Plurianual 2000/2003) que contemplava o programa de modernização das administrações tributárias e aduaneiras. O Sistema Público de Escrituração Digital (Sped) foi instituído pelo Decreto nº 6.022, de 22 de janeiro de 2007, e fez parte do projeto governamental Programa de Aceleração do Crescimento do Governo Federal.
O sistema entrou em vigor para algumas empresas em 2008, em caráter de teste, atingindo em 2009 grande parte das empresas tributadas pelo lucro real no Brasil. A partir de 2014, o Sistema passou a abarcar a grande maioria das empresas brasileiras tributadas também pelo lucro presumido.
As empresas do Simples Nacional são dispensadas de algumas obrigações do SPED.
O SPED tem como objetivo unificar a recepção, validação, armazenamento e autenticação de livros e documentos integrantes das escriturações contábil e fiscal das pessoas jurídicas, através de um fluxo computadorizado de informações. O SPED também visa facilitar a fiscalização, integrando informações de interesse dos governos federal e estadual.
O projeto era composto inicialmente por quatro módulos:
- EFD – Escrituração Fiscal Digital;
- ECD – Escrituração Contábil Digital;
- NF-e – Nota Fiscal Eletrônica; e
- CT-e - Conhecimento de Transporte Eletrônico.

Atualmente, existem também:
- EFD-Contribuições;
- eSocial
- Escrituração Contábil Fiscal
- EFD-Reinf
- EFD ICMS IPI (Também conhecida como SPED Fiscal)
- NFS-e

## Principais objetivos
O SPED tem como objetivos:
- Promover a integração dos fiscos, mediante a padronização e compartilhamento das informações contábeis e fiscais, respeitadas as restrições legais;
- Racionalizar e uniformizar as obrigações acessórias para os contribuintes, com estabelecimentos de diferentes órgãos fiscalizadores;
- Tornar mais célere a identificação de ilícitos tributários, com a melhoria do controle dos processos, a rapidez no acesso as informações e a fiscalização mais efetiva das operações com o cruzamento de dados e auditoria eletrônica.

Dentro de cada área – Fiscal, Contábil e Nota Fiscal Eletrônica –, o SPED tem o objetivo de tornar os processos mais eficientes, o que beneficiará os usuários com tempo e ganho de produtividade.